# Derby (Mannschaftssport)
Der Begriff Derby (Aussprache in Österreich meist britisch [ˈdɑːbɪ], in Deutschland oft US-amerikanisch [ˈdɜrbi]), häufig auch Lokalderby, bezeichnet eine Austragung im Mannschaftssport, bei der zwei meist rivalisierende Sportvereine einer Region aufeinandertreffen. Für die Fans der betroffenen Vereine haben solche Ereignisse häufig eine hohe symbolische Bedeutung.

## Etymologie
Der Begriff Derby geht im Zusammenhang von Mannschaftssportarten auf ein bis zum heutigen Tag jährlich stattfindendes „Sportereignis“ mittelalterlichen Ursprungs in England zurück – das Shrovetide-Fußballspiel. Teilnehmer sind hauptsächlich die Einwohner des Dorfes Ashbourne in der Region Derbyshire. Bei dem Spiel geht es darum, dass die Spieler versuchen, mit einem Ball das gegnerische Tor – einen Mühlstein – zu berühren. Die Entfernung der Mühlsteine zueinander beträgt etwa drei Meilen (rund fünf Kilometer). Das Shrovetide-Fußballspiel kennt im Unterschied zum normalen Fußball nur wenige Regeln, und die Zahl der Spieler (üblicherweise bis zu 1000 Teilnehmer) ist nicht beschränkt. Das erste nachweisbare Fußballderby nach heutigem Verständnis wurde 1866 in Nottingham zwischen zwei der ältesten Fußballvereine der Welt ausgetragen, zwischen Nottingham Forest (gegründet 1865) und Notts County (gegründet 1862).

## Heutige Verwendung
Der Ausdruck Derby wird heutzutage unterschiedlich gebraucht. Im deutschen Sprachgebrauch steht er fast ausschließlich für Spiele zwischen Vereinsmannschaften, im angelsächsischen Raum spricht man von Derbys ebenso bei bedeutenden Länderspielen wie beispielsweise Schottland gegen England oder Österreich gegen Ungarn. Die Ausdehnung des Spitzenfußballs in den überregionalen Raum hat in Deutschland mit der Zeit zu einem immer inflationäreren Gebrauch des Begriffs geführt. Duelle von Vereinen aus gemeinsamen Regionen oder Bundesländern werden von den Medien, aber auch von den Vereinen selbst in aller Regel schon als „Derby“ beschrieben, auch zwischen vergleichsweise weit auseinanderliegenden Clubs wie dem FC Bayern München und dem 1. FC Nürnberg (Fränkisch-Bayerisches Derby) bzw. dem VfB Stuttgart (Südderby), Werder Bremen und dem Hamburger SV (Nordderby) oder Teams aus der ehemaligen DDR-Oberliga (Ost-Derbys). Begriffe wie Nord-Süd-Derby (für das Duell zwischen dem Hamburger SV und dem FC Bayern München) zeigen, dass der Begriff heute mitunter auch synonym für ein allgemein prestigeträchtiges Traditionsduell verwendet wird.

## Bekannte Derbys
Als die bekanntesten Beispiele für Fußballderbys gelten:
- das als Derby della Madonnina bekannte Mailänder Derby zwischen der AC Mailand und Inter Mailand
- das als Old Firm bekannte Glasgower Duell zwischen dem Celtic FC und Rangers FC
- das als Superclásico bezeichnete Spiel zwischen Boca Juniors und River Plate in Buenos Aires

Deutschland:
- das Revierderby zwischen den beiden Vereinen Borussia Dortmund und FC Schalke 04, die sich seit Jahrzehnten um den Rang der besten Fußballmannschaft des Ruhrgebietes streiten
- das Frankenderby zwischen dem 1. FC Nürnberg und der SpVgg Greuther Fürth, in Deutschland eines der am längsten bekannten und das am häufigsten ausgetragene Derby, zeitweise Duell der beiden besten deutschen Mannschaften[4]
- das Fränkisch-Bayerische Derby zwischen dem 1. FC Nürnberg und dem FC Bayern München, zweithäufigstes ausgetragenes Derby Deutschlands, regionale und politische Rivalität zwischen Franken und Altbayern, Klassenkampf Arbeiter- gegen Akademikerverein, Duell zwischen den beiden längsten deutschen Rekordmeistern
- das Rheinische Derby zwischen Borussia Mönchengladbach und dem 1. FC Köln
- das Hamburger Stadtderby zwischen dem Hamburger SV und FC St. Pauli
- in Berlin zwischen Hertha BSC und dem 1. FC Union Berlin sowie Hertha BSC und Tennis Borussia Berlin und das Ostberliner Stadtderby zwischen Union und dem BFC Dynamo
- das Leipziger Stadtderby zwischen dem 1. FC Lokomotive Leipzig und der BSG Chemie Leipzig
- in Bochum zwischen dem VfL Bochum und der SG Wattenscheid 09
- in Köln zwischen dem FC Viktoria Köln und dem SC Fortuna Köln
- das Stuttgarter Stadtderby zwischen dem VfB Stuttgart und den Stuttgarter Kickers
- das Münchner Stadtderby zwischen dem FC Bayern München und TSV 1860 München
- das Karlsruher Stadtderby, wohl eines der ältesten deutschen Derbys. Die seit 1898 bestehende Rivalität hatte bis in die 1950er Jahre im höherklassigen Fußball Relevanz.[5]
- das Baden-Württemberg-Derby,[6] auch Ländle-Derby, Baden-Schwaben-Derby oder Südwest-Derby genannt, zwischen dem Karlsruher SC und VfB Stuttgart, vor allem seit den 1950er-Jahren und aufgrund der regionalen Rivalität zwischen Badener und Schwaben (Württemberger).[7][8]
- das Niedersachsenderby ist ein traditionsreiches Fußballspiel zwischen Hannover 96 und Eintracht Braunschweig, zwei der erfolgreichsten Vereine Niedersachsens

Österreich:
- Wiener Derby zwischen Rapid und Austria, das wohl bekannteste Beispiel.

Schweiz:
- Züricher Derby zwischen dem FC Zürich und dem Grasshopper Club Zürich.

Beispiel für ein Derby in anderen Sportarten als Fußball:
- New Yorker Subway Series (Major League Baseball)

## Arten von Derbys

### Stadtderbys
Als Stadtderby bezeichnet man das Duell zweier Vereine aus derselben Stadt. Häufig geht es hier um die regionale Vorherrschaft, die inoffizielle Stadtmeisterschaft, zwischen zwei Stadtteilen. Zwei für den europäischen Raum herausragende Beispiele sind das Derby della Madonnina zwischen der AC Mailand und Inter Mailand sowie das Derbi madrileño zwischen Atlético und Real Madrid, die alle bereits den Fußball-Weltpokal gewannen.
Das wohl bekannteste Stadtderby Deutschlands seit Gründung der Bundesliga dürfte das Münchner Duell zwischen dem FC Bayern München und dem TSV 1860 München sein, weil beide Vereine lange Zeit – insgesamt 18 Spielzeiten – gemeinsam in der höchsten Liga vertreten waren. Zudem gewannen beide Vereine – im Gegensatz zu anderen Stadtrivalen – bereits die Meisterschaft in der Bundesliga. Das Leipziger Stadtderby fand 19 Spielzeiten in der höchsten Liga der DDR statt, weitere 9 Saisons in den höchsten Ligen der Epoche vor der deutschen Teilung und es fanden sogar zwei Duelle in einem europäischen Wettbewerb statt. Beide Leipziger Clubs wurden mehrmals Meister und stellen mit 100.000 Zuschauern einen gesamtdeutschen Zuschauerrekord für Punktspiele. Ein anderes bekanntes Stadtderby ist das Hamburger Stadtderby zwischen dem Hamburger SV und dem FC St. Pauli. Weitere Bundesliga-Stadtderbys gab es zwischen Hertha BSC und Tennis Borussia Berlin, dem VfB Stuttgart und den Stuttgarter Kickers, dem VfL Bochum und der SG Wattenscheid 09 (Auflistung) sowie dem 1. FC Köln und dem SC Fortuna Köln (Auflistung). in den Spielzeiten 2019/20 bis 2022/23 kam es in der Bundesliga zum Berliner Stadtderby Hertha BSC gegen 1. FC Union Berlin. 2023 stieg Hertha aus der Bundesliga ab.
In Österreich ist das Wiener Derby zwischen SK Rapid Wien und FK Austria Wien sowie das Grazer Derby zwischen dem Grazer AK und Sturm Graz. und in der Schweiz im Fußball das Zürcher Derby zwischen dem Grasshopper Club Zürich und dem FC Zürich bzw. im Eishockey das Zürcher Derby zwischen den ZSC Lions und dem EHC Kloten von Bedeutung.
International bekannt ist u. a. das Merseyside Derby in Liverpool, das auch als friendly derby bezeichnet wird. Eine Besonderheit ist, dass die beiden Stadien der jeweiligen Konkurrenten FC Liverpool und FC Everton weniger als einen Kilometer voneinander entfernt liegen, getrennt nur durch einen Park. Weiterhin ist die Rivalität der beiden Klubs mit dem Heimstadion des FC Liverpool, dem Stadion an der Anfield-Road, verbunden, denn ursprünglich wurde es für den 1878 gegründeten FC Everton erbaut. 1892 wurde die Pacht aber derart erhöht, dass der Verein den Umzug in den Goodison Park vorzog und der Stadionbesitzer den FC Liverpool gründete.
Als Interkontinentales Derby (türkisch Kıtalar Arası Derbi) werden die Begegnungen im Fußball zwischen den beiden erfolgreichsten und beliebtesten Sportvereinen der Türkei, Galatasaray und Fenerbahçe, bezeichnet. Der Begriff leitet sich unter anderem von der Tatsache ab, dass sich die Gründungszentren der beiden Istanbuler Vereine auf den verschiedenen Seiten des Bosporus befinden. Außerdem betreibt Galatasaray seine Anlagen bis auf wenige Ausnahmen auf der europäischen Seite; so befindet sich beispielsweise das Türk-Telekom-Stadion im europäischen Stadtbezirk Sarıyer. Die Anlagen von Fenerbahçe hingegen sind auf der asiatischen Seite zu finden. Die Heimspiele trägt der Verein im Şükrü-Saracoğlu-Stadion im Stadtbezirk Kadıköy aus.

### Regionalderbys zwischen zwei Nachbarstädten beziehungsweise innerhalb von Gliedstaaten
Neben dem Konkurrenzkampf innerhalb einer Stadt gibt es auch Rivalitäten zu benachbarten Orten.
Als das traditionsreichste Regionalderby in Deutschland kann das fränkische Lokalderby zwischen der SpVgg Greuther Fürth (bis 1996: SpVgg Fürth) und dem 1. FC Nürnberg angesehen werden. Bereits seit 1903 trafen sich in 274 Begegnungen, davon 207 Pflichtspiele (Stand: 14. April 2025) die Teams der zwei Nachbarstädte, die seit 1899 auch fast vollständig miteinander verwachsen sind. In den 1910er und 1920er Jahren sowie noch mal Anfang der 1950er zählte es zu den hochklassigsten Derbys in ganz Deutschland. Die gegenseitige Abneigung zueinander wird durch eine Anekdote aus dieser Zeit gut verdeutlicht: Zum Länderspiel am 21. April 1924 in Amsterdam gegen die Niederlande hatte der DFB nur Fürther und Nürnberger Spieler berufen. Sie reisten im gleichen Zug an und ab, die Nürnberger aber im ersten und die Fürther Spieler im letzten Wagen. Auch beim Siegtreffer zum 1:0, den der Fürther Spieler Karl Auer erzielte, jubelten alleinig die Fürther Mitspieler, während die Nürnberger nach Abpfiff sofort in der Kabine verschwanden.
Spiele zwischen Vereinen, die im Rheinland beheimatet sind, werden so beispielsweise auch als Rheinische Derbys bezeichnet oder bei Duellen zwischen Städten aus dem Ruhrgebiet als Revierderby. Diese Konkurrenzsituationen bestehen teilweise schon seit mehreren Jahrhunderten und setzen sich in den Duellen zweier Fußballclubs fort. So im Falle des Niedersachsenderbys der beiden niedersächsischen Vereine Hannover 96 und Eintracht Braunschweig, deren Heimatstädte seit Jahrhunderten auf wirtschaftlichem und politischem Gebiet rivalisieren und die erst seit verhältnismäßig kurzer Zeit in einem Staatsgebiet vereint sind. In Ostdeutschland hat der sogenannte Elb-Clásico zwischen dem 1. FC Magdeburg und der SG Dynamo Dresden einen herausragenden Stellenwert. Begegnungen zwischen Vereinen der ehemaligen DDR werden gemeinhin als Ostderby bezeichnet.
In der Schweiz wird von Kantonsderby gesprochen, wenn zwei Mannschaften aus dem gleichen Kanton gegeneinander auftreten. Im Spitzenfußball des 21. Jahrhunderts ist vor allem das Kantonsderby zwischen dem FC Thun und dem BSC Young Boys, im Eishockey das zwischen dem SC Bern und den SCL Tigers von Bedeutung.

### Derbys im Zusammenhang mit politischen und religiösen Einflüssen
Aufgrund der hohen politischen Einflussnahme auf den Sport in der DDR besaßen Derbys dort ebenfalls eine politische Brisanz, die auch in die heutige Zeit transportiert wurde. Im Kern basieren diese Differenzen auf dem Ansinnen der DDR-Führung, das sportliche Potential in so genannten Leistungszentren zu bündeln, was im Endeffekt dazu führte, dass einige Vereine besondere Vorzüge und Förderungen genossen, während die anderen in der Region angesiedelten Vereine das Nachsehen hatten. Dies äußerte sich zum Beispiel in Leipzig zwischen dem 1. FC Lokomotive und der BSG Chemie Leipzig (siehe auch Leipziger Stadtderby) oder auch im Thüringer Derby zwischen dem FC Carl Zeiss Jena und dem FC Rot-Weiß Erfurt. Ganz besonders zum Vorschein kamen die Spannungen im Ostberliner Stadtderby zwischen dem 1. FC Union Berlin und dem BFC Dynamo. Union galt als Verein der Arbeiter und Regimekritiker, während der – von Erich Mielke geförderte – BFC in den Augen vieler Fans nur der „Stasiklub“ war.
Neben politischen trennen auch religiöse Anschauungen die Fanlager zweier Mannschaften voneinander. Das bekannteste Beispiel dafür ist das Old Firm genannte Glasgower Duell zwischen dem Celtic FC als Verein der Katholiken und dem Rangers FC als Klub der Protestanten. Nebenher hat diese Partie ebenfalls einen politischen Aspekt. So werden in den Fan-Blöcken der Celtic-Fans, in Anlehnung an die keltischen und irischen Wurzeln des Vereins, irische Flaggen geschwenkt, von den Fans der Rangers wird der Union Jack (die Flagge des Vereinigten Königreiches) präsentiert.

### Derbys im Zusammenhang mit Klassenunterschieden
In Österreich gibt es eine starke Rivalität zwischen den Wiener Vereinen FK Austria Wien und SK Rapid Wien. Das Wiener Derby resultiert nicht nur aus lokaler Nähe, hinzu kommen noch starke ideologische Unterschiede: Rapid gilt als Verein der Arbeiterklasse, Austria als Verein des Bürgertums. Gleich verhielt es sich ursprünglich im Grazer Derby zwischen dem SK Sturm Graz (ursprünglich Arbeiterklasse) und dem Grazer AK (ursprünglich Akademikerverein). Ebenso ist das Zürcher Derby traditionell eine Auseinandersetzung eines Arbeiterklubs (FC Zürich) mit einem bürgerlichen Verein (Grasshoppers Zürich), in der ersten Hälfte des 20. Jahrhunderts war noch das Derby zwischen dem FC St. Gallen (Oberschicht) und SC Brühl St. Gallen (Unterschicht) von Bedeutung. Diese Grenzen verschwimmen jedoch zunehmend aufgrund der gesellschaftlichen Durchmischung bei den Besuchern und aufgrund der Vereinspolitik.

### Derbys im Zusammenhang mit Katastrophen und Gewalt
Wenn besonders starke Emotionen im Spiel sind, werden gewalttätige Auseinandersetzungen wahrscheinlicher. Fast jedes Derby wird so zu einer Herausforderung für die Sicherheitskräfte. El Superclásico, das „Superderby“, in Buenos Aires zwischen den Klubs River Plate und Boca Juniors gilt als eines der brisantesten Derbys der Fußballwelt. Oft genug entlud sich die Energie in Gewalt. 1994 entschied River Plate das Spiel mit 2:0 für sich, was dazu führte, dass einer der Anführer der Boca-Fans den Mord an zwei Fans von River Plate in Auftrag gab. Die zynische Bemerkung, die im argentinischen Fernsehen und als Graffiti in der Stadt zu finden war, lautete schlicht: „Empatamos“, „wir haben zum 2:2 ausgeglichen“. Bereits im Juni 1968 starben bei der Superclásico-Partie River Plate gegen Boca Juniors bei einer Massenpanik 73 Menschen und über 150 wurden verletzt, als ein Ausgang verschlossen war und die Massen immer weiter versuchten, das Stadion zu verlassen.
Auch in Deutschland gab es immer wieder gewalttätige Auseinandersetzungen im Rahmen von Fußballderbys, so zum Beispiel zwischen dem FC Schalke 04 und Borussia Dortmund, dem 1. FC Köln und Borussia Mönchengladbach, dem Hamburger SV und Werder Bremen oder den Kickers Offenbach und Eintracht Frankfurt (Mainderby). In den 90er Jahren hat sich die Gewalt und das Hooliganproblem jedoch in die unteren Ligen verlagert, sodass es in den Profiligen nur noch selten zu Auseinandersetzungen kommt (wie zum Beispiel beim Berlin-Brandenburg-Derby zwischen Hertha BSC und Energie Cottbus im März 2007 oder im Mai desselben Jahres beim Revierderby).
Im Rahmen des Ostberliner Stadtderbys zwischen dem BFC Dynamo und Union Berlin im Mai 2006 kam es ebenfalls zu schweren Ausschreitungen, als während der Partie der BFC-Anhang das Spielfeld stürmte und versuchte, sich Zugang zum Gästefanblock (in dem die Union-Fans untergebracht waren) zu verschaffen. Der Union-Block floh daraufhin aus dem Stadion. Das Spiel wurde abgebrochen und im Nachhinein 2:0 für Union Berlin gewertet.
Das Leipziger Stadtderby trug nicht ganz zufällig jahrelang den Spitznamen „Hassderby“. Bei nahezu jedem Spiel kam es zu Unterbrechungen, häufig flogen Raketen in die Blöcke der gegnerischen Fraktionen, regelmäßig gab es Schlägereien innerhalb des Stadions, zum Teil mit Erstürmung von Sektoren des jeweils anderen Lagers und keine Ausnahmen bildeten auch Straßenschlachten. Raketen in gegnerische Blöcke, Spielunterbrechungen und Schlägereien gab es auch beim Derby 2022 wieder. Dabei wurden 8 Polizisten verletzt und es kam zu 70 Identitätsfeststellungen.

## Die häufigsten Derbys in Deutschland
| Die am häufigsten ausgetragenen Fußballderbys in Deutschland (ab 100 Pflichtspielen)                                            | Die am häufigsten ausgetragenen Fußballderbys in Deutschland (ab 100 Pflichtspielen) | Die am häufigsten ausgetragenen Fußballderbys in Deutschland (ab 100 Pflichtspielen) | Die am häufigsten ausgetragenen Fußballderbys in Deutschland (ab 100 Pflichtspielen) | Die am häufigsten ausgetragenen Fußballderbys in Deutschland (ab 100 Pflichtspielen) | Die am häufigsten ausgetragenen Fußballderbys in Deutschland (ab 100 Pflichtspielen) |
| Rang | Bezeichnung                                                                          | Mannschaften                                                                         | Mannschaften                                                                         | Spiele*                                                                              | seit                                                                                 |
| --- | ------------------------------------------------------------------------------------ | ------------------------------------------------------------------------------------ | ------------------------------------------------------------------------------------ | ------------------------------------------------------------------------------------ | ------------------------------------------------------------------------------------ |
| 01. | Frankenderby                                                                         | 1. FC Nürnberg                                                                       | SpVgg Greuther Fürth                                                                 | 207                                                                                  | 1904                                                                                 |
| 02. | Münchner Stadtderby                                                                  | TSV 1860 München                                                                     | FC Bayern München                                                                    | 164                                                                                  | 1902                                                                                 |
| 03. | Revierderby                                                                          | FC Schalke 04                                                                        | Borussia Dortmund                                                                    | 160                                                                                  | 1925                                                                                 |
| 04. | Nordderby                                                                            | Hamburger SV                                                                         | Werder Bremen                                                                        | 156                                                                                  | 1927                                                                                 |
| 05. | Fränkisch-Bayerisches Derby                                                          | 1. FC Nürnberg                                                                       | FC Bayern München                                                                    | 154                                                                                  | 1904                                                                                 |
| 06. | Niedersachsenderby                                                                   | Eintracht Braunschweig                                                               | Hannover 96                                                                          | 134                                                                                  | mind. 1905                                                                           |
| 07. | Rheinisches Derby                                                                    | 1. FC Köln                                                                           | Borussia Mönchengladbach                                                             | 132                                                                                  | 1912                                                                                 |
| 08. | Leipziger Stadtderby                                                                 | BSG Chemie Leipzig                                                                   | 1. FC Lokomotive Leipzig                                                             | 112                                                                                  | 1909                                                                                 |
| 08. | Thüringenderby                                                                       | FC Rot-Weiß Erfurt                                                                   | FC Carl Zeiss Jena                                                                   | 112                                                                                  | 1948                                                                                 |
| 10. | Hamburger Stadtderby                                                                 | Hamburger SV                                                                         | FC St. Pauli                                                                         | 111                                                                                  | 1919                                                                                 |
| 12. | Schleswig-Holstein-Derby                                                             | Holstein Kiel                                                                        | VfB Lübeck                                                                           | 109                                                                                  | 1919                                                                                 |
| 13. | Mainderby                                                                            | Eintracht Frankfurt                                                                  | Kickers Offenbach                                                                    | 105                                                                                  | 1920                                                                                 |
| 14. | Stuttgarter Stadtderby                                                               | VfB Stuttgart                                                                        | Stuttgarter Kickers                                                                  | 104                                                                                  | 1912                                                                                 |
| * nur Pflichtspiele Bei fettgedruckten Derbys spielen die Mannschaften in der Saison 2024/25 in einer Liga Stand: 17. März 2025 |                                                                                      |                                                                                      |                                                                                      |                                                                                      |                                                                                      |

## Filme
- Im Derby-Dreieck